# Bolivaridia
Bolivaridia es un género de Protura en la familia Acerentomidae.

## Especies
- Bolivaridia boneti Tuxen, 1976
- Bolivaridia imadatei Prabhoo, 1975
- Bolivaridia perissochaeta Bonet, 1942
- Bolivaridia somalicum Yin & Dallai, 1985